# У ниском лету
У ниском лету је дебитантски албум поп певачице Гоце Тржан, издат 1999. године након што је напустила групу Тап 011. Албум је објавио ПГП РТС, и већина песама на албуму су били хитови. На албуму су радиле Александра Милутиновић и њена сестра Данијела Милутиновић. Песме Загрли, Не иди, Достана, Стоперка су имале музичке спотове.

## Списак песама
| №   | Назив                  | Текст                  | Музика                    | Трајање |  |
| 1.  | Загрли                 | Владимир Спирковски    | Зоран Бабовић             | 3:34    |  |
| 2.  | Стоперка               | Снежана Вукићевић Жана | Ненад Стефановић Јапанац  | 3:06    |  |
| 3.  | Достана                | Жана                   | Ненад Стефановић Јапанац  | 3:26    |  |
| 4.  | Љубав                  | Никола Грбић           | Никола Грбић (композитор) | 3.26    |  |
| 5.  | Чујем да за мене питаш | Александра Милутиновић | Александра Милутиновић    | 4:32    |  |
| 6.  | Не памтим              | Жана                   | Ненад Стефановић Јапанац  | 3:35    |  |
| 7.  | Вештица                | Александра Милутиновић | Александра Милутиновић    | 2:57    |  |
| 8.  | Ове јесени             | Жана                   | Ненад Стефановић Јапанац  | 3:21    |  |
| 9.  | Не иди                 | Мира Јовичић           | Раде Сензибил             | 2:43    |  |
| 10. | У ниском лету          | Александра Милутиновић | Александра Милутиновић    | 4:21    |  |